# Итата (провинция)
Итата  (исп. Provincia de Itata) — провинция в Чили в составе области Ньюбле.
Включает в себя 7 коммун.
Территория — 2745 км². Население — 53 832 человека (2017). Плотность населения — 19.61 чел./км².
Административный центр — Кириуэ.

## География
Провинция расположена на западе области Ньюбле.
Провинция граничит:
- на севере — провинция Каукенес;
- на востоке — провинция Пунилья;
- на юго-востоке — провинция Дигильин
- на юге — провинция Консепсьон;
- на западе — Тихий океан.

## Демография
Согласно сведениям, собранным в ходе переписи 2017 г. Национальным институтом статистики (INE),  население провинции составляет:
| Полное население                            | Полное население                            | Полное население                            | Полное население                            | Полное население                            | 53 832 |
| ------------------------------------------- | ------------------------------------------- | ------------------------------------------- | ------------------------------------------- | ------------------------------------------- | ------ |
| в том числе:                                | Городское население                         | 29 025                                      | Процент городского населения, %             | 53.92                                       |        |
|                                             | Сельское население                          | 24 807                                      | Процент сельского населения, %              | 46.08                                       |        |
|                                             | Мужское население                           | 26 605                                      | Процент мужского населения, %               | 49.42                                       |        |
|                                             | Женское население                           | 27 227                                      | Процент женского населения, %               | 50.58                                       |        |
| Плотность населения, чел/км²                | Плотность населения, чел/км²                | Плотность населения, чел/км²                | Плотность населения, чел/км²                | Плотность населения, чел/км²                | 19.61  |
| Население провинции в % к населению области | Население провинции в % к населению области | Население провинции в % к населению области | Население провинции в % к населению области | Население провинции в % к населению области | 11.20  |

## Административное деление
Провинция включает в себя 7 коммун:
1. Кобкекура, административный центр — Кобкекура.
2. Коэлему, административный центр — Коэлему.
3. Нинуэ, административный центр — Нинуэ.
4. Портесуэло, административный центр — Портесуэло.
5. Кириуэ, административный центр — Кириуэ.
6. Ранкиль, административный центр — Ранкиль.
7. Трегуако, административный центр — Трегуако.